# Comité Paralímpico Colombiano
El Comité Paralímpico Colombiano (CPC) es la entidad federativa que organiza y promueve los deportes paralímpicos y eventos relacionados con el movimiento paralímpico en Colombia. Fue creado el 3 de febrero de 2001. En 2017 estaba integrado por quince federaciones deportivas paralímpicas.

## Misión
El Comité Paralímpico Colombiano es el ente que promueve la formulación e implementación de la política pública del deporte, la recreación y rehabilitación deportiva dentro del Sistema Paralímpico Colombiano.  Además, coordina y ejecuta los distintos programas del deporte Paralímpico y Sordolímpico en el territorio colombiano en conjunto con sus federaciones nacionales y los entes competentes internacionales.
Esta estructura organizacional define una dimensión en el aspecto de las proyecciones en sus procesos organizacionales, establecidos en su visión programática.

## Objetivos

### Objetivo General
Lograr el fortalecimiento y la consolidación del Comité Paralímpico Colombiano, haciendo visible la situación de discapacidad en el ámbito nacional e internacional del deporte, la recreación y el aprovechamiento del tiempo libre de las personas con discapacidad.

### Objetivos Específicos
- Posicionar al Comité Paralímpico Colombiano como ente rector del deporte de personas con discapacidad en todas las instancias nacionales e internacionales.
- Consolidar las estructuras de gestión interna del Comité Paralímpico Colombiano con un enfoque de efectividad.
- Construir las políticas, lineamientos y orientaciones para garantizar el correcto funcionamiento del Sistema Paralímpico Nacional en armonía con el Sistema Internacional.
- Propiciar condiciones para el desarrollo de la práctica deportiva Paralímpica y Sordolímpica en Colombia.
- Potenciar las estructuras del Sistema Paralímpico mediante procesos de transformación cultural, desarrollo deportivo desde la base y proyección deportiva, acorde con las nuevas tendencias mundiales en el deporte.
- Construir y aplicar una política integral de comunicación, educación, divulgación y difusión de la cultura paralímpica colombiana.
- Promover en el imaginario social colombiano, las acciones graduales de transformación de las prácticas orientadas al aprovechamiento del tiempo libre, la recreación y el deporte de las personas con discapacidad, en todas sus manifestaciones, para garantizar el acceso real y efectivo a estas actividades.
- Establecer las alianzas estratégicas necesarias con organismos públicos, privados y organizaciones de la sociedad civil, al interior de los diferentes sectores sociales, políticos, económicos y culturales, para contribuir a los objetivos del Plan.
- Promover acciones transversales que faciliten la producción y el desarrollo de nuevo conocimiento acerca del Sistema Paralímpico Colombiano.

## Federaciones afiliadas
- FEDEDIV: Federación de deportes de Discapacidad Visual.
- FEDESIR: Federación Colombiana de Deportes para personas con Discapacidad Física.
- FEDES: Federación Colombiana de Deporte Especial.
- FECOLDES: Federación Colombiana Deportiva de Sordos.
- Para Badminton: Federación Colombiana de Badminton.
- Paracycling: Federación Colombiana de Ciclismo.
- FECOLBOCCIA: Federación Colombiana de Boccia.
- FECOLTENIS: Federación Colombiana de Tenis de Campo.
- FCTM: Federación Colombiana de Tenis de Mesa.
- FECOLDRUS: Federación Colombiana Deportiva de Rugby en silla de ruedas.
- BSR Colombia: Federación Colombiana de Baloncesto en Silla de Ruedas.
- FEDEARCO: Federación De Arqueros De Colombia.
- Fútbol PC: Federación Colombiana de Fútbol PC.

## Eventos internacionales
El CPC representa y coordina la participación de los deportistas colombianos en los máximos torneos paralímpicos:
- Juegos Paralímpicos
- Juegos Parapanamericanos
- Juegos Parapanamericanos Juveniles
- Juegos Parasuramericanos
- Juegos Paracentroamericanos y del Caribe
- Campeonatos Mundiales